# Teorema dos três momentos
Em engenharia civil e mecânica estrutural, o teorema dos três momentos, formulado por Clapeyron, estabelece uma relação entre os momentos fletores nos vãos entre três suportes consecutivos de uma viga horizontal.